# 雙人圍棋
雙人圍棋是由瀧久雄創立，誕生在日本的圍棋變體。黑白雙方均以二人組隊，採取交替著手的方式進行對局。

## 概要
雙人圍棋是指兩對男女棋手共用一塊棋盤，按照女性黑棋、女性白棋、男性黑棋、男性白棋的順序輪流落子進行對局。在雙人圍棋的正式規則中，對局時不允許同一對選手進行交談。為了取得勝利，與搭檔意圖相通、互相彌補疏漏等也是必要的。
雙人圍棋也可以由同性組合進行對局，但是日本雙人圍棋協會的正式規則規定“男女為一對組合”。一般情況下，為了普及和交流的目的，雙人圍棋基本上都是男女組合進行對局。
現在，也舉辦了業餘和職業的雙人圍棋國際與國內賽事，成為了國際大賽的正式項目。並且，以吸引更廣泛的年齡層為目的，在日本雙人圍棋協會主辦的各類雙人圍棋賽事中，都同時舉辦特別活動，設立“最佳服飾獎” 。

## 規則
“日本雙人圍棋協會”規定的“雙人圍棋”的正式規則如下所示。“。
- 男女組成一對組合，同組男女坐在棋盤的同一側。而且同性棋手正對面落座。
- * 男女交替落子。第一手由黑方女性開始，然後按照女性白棋→男性黑棋→男性白棋→女性黑棋→……的順序行棋。
- 同組棋手間不可商量或建議如何行棋。只有認輸或確認行棋順序時可以交談。
- * 確認是否認輸時，由當前行棋的對局者示意搭檔，搭檔只允許表述是否同意。
- 行棋順序發生錯誤時，只可以指出當前的落子錯誤。發生順序錯誤時，不需要糾正錯誤的落子，犯錯的組合罰3目。
- * 一旦確認同組隊員間有違規的交流，犯規者（組合）判犯規負。
- 連續放棄落子，即認定為“對局停止”。

在業餘的雙人圍棋大賽實行的棋份戰中，算出各組合相加的段級位元除以2的分數（組合等級分），並根據對戰組合的等級分差進行棋份制對局。
“雙人圍棋”的規則分為日語，英語，漢語，韓語，西班牙語五種語言版本。“雙人圍棋”的規則在首創翌年即1991年制定，由日本雙人圍棋協會名譽會長吉國一郎監修。

## 大賽
1990年開始每年都召開“國際業餘雙人圍棋錦標賽”，決出當年的業餘雙人圍棋冠軍。1994年開始，舉辦國內職業棋賽“職業棋手雙人圍棋錦標賽”，參加此賽事的是日本棋院•關西棋院所屬的頂尖男女棋手。雙人圍棋2008年成為智力運動的正式項目，2010年成為“廣州亞運”的競技項目，2011年成為IOC承認的“世界智力精英運動會”的正式項目。在國際職業棋賽方面，2010年在中國杭州市舉辦了“2010雙人圍棋世界盃”，2016年舉辦了“2016東京雙人圍棋世界盃”， 從翌年2017年到2019年，舉行了“世界雙人圍棋最強位賽”。2019年舉辦了紀念“雙人圍棋”創立30年的國際大賽。現在，雙人圍棋已經普及到了世界75個國家和地區（截至2019年10月）。2022年3月17日至21日，由世界各国职业棋手及爱好者参加的“2022日本双人围棋世界杯”隆重举行。
由IMSA（國際智力運動聯盟）主辦的世界智力運動會也納入了雙人圍棋項目。

## 歷史
雙人圍棋最初的創想，是很早就存在的對局形式“連棋”（雙方各由數人組成一隊，交替落子）。例如，在1837年（天保八年），進行了土屋秀和·竹川彌三郎（先下貼五目）對太田雄蔵·服部正徹的2對2連棋。“連棋” 雖然有作為團隊賽的樂趣，但同樣的對局進程需要在多塊棋盤交替落子的連棋，一是必須使用左腦，二是其作為勝負遊戲的競技性會減弱。於是，使用一塊棋盤、二人與二人對局的“雙人圍棋”的構想由此誕生。
現代的雙人圍棋是由被稱為日本“新媒體之父”的瀧久雄在1990年首創、誕生于日本的全新智力運動 。雙人圍棋在中國被稱為“圍棋混雙”，由男女各兩名棋手進行對局，改變了之前只有兩人進行對局的傳統圍棋形式。為了圍棋的普及，希望能增加女性與兒童棋迷的想法，由此誕生了雙人圍棋。在1990年召開的第一屆大賽中，石田芳夫九段擔任了裁判長，並稱讚“雙人圍棋”下起來很有趣。 現在，雙人圍棋已經普及到了世界75個國家和地區（截至2019年10月）。2008年，為了雙人圍棋的進一步國際性普及和發展，設立了世界雙人圍棋協會（WPGA）。截至2020年9月末，已有75個國家和地區的圍棋團體加盟了世界雙人圍棋協會，第八代聯合國教科文組織總幹事松浦晃一郎擔任會長。2019年10月，與（公益財團法人）日本棋院、（一般財團法人）關西棋院一起設立了一般財團法人全日本圍棋聯盟，成為在國際上唯一能代表日本圍棋界的團體。雙人圍棋在人工智慧領域也受到關注，因為雙人圍棋的對局者不僅要從棋局上讀取對手組合的意圖，還必須和同組合的搭檔交流

## 相關作品
- “群舞的雙人圍棋” 高木ユーナ著 雙葉社《時尚月刊》連載中

在第2話中，兵鬥茜說“雙人圍棋”不是“圍棋”。
在第5话中，皆威廉央慈七段说到：“双人围棋有可能成为世界的共通语言。” 臨群舞说到：“通过双人围棋，可以连接广阔的世界与普罗大众。”。
在“2022日本双人围棋世界杯”特别联展：文化项目“双人围棋漫画展”中也有展出。</ref>。

## 双人围棋的歌曲
- Pair Go, My Dream

作词：小山薫堂　作曲：平田辉　发表日期：不明
- 相生

双人围棋世界杯主题曲
作词：小山薫堂　作曲：北山陽一、竹本健一　编曲：武部聪志、鸟山雄司　演唱：双人围棋圣堂（由试唱中甄选出的两名女歌手加入圣堂教父后的新组合）　发布日期：2022年3月17日 

## 相關連結
- 公益財団法人日本ペア碁協會 公益財團法人日本雙人圍棋協會
- * 世界雙人圍棋協會（http://www.worldpairgo.org/）